# Klemens von Korff gen. Schmising (Landrat, 1834)
Klemens Graf von Korff gen. Schmising (* 18. April 1834 in  Münster; † 25. März 1921 ebenda) war ein Gutsbesitzer und  preußischer Landrat.

## Familie
Klemens Graf von Korff gen. Schmising entstammte als Sohn der Eheleute Klemens Graf von Korff gen. Schmising (1804–1882) und Pauline Maria Franziska Gräfin von Merveldt (1807–1873) dem westfälischen Adelsgeschlecht von Korff.
Sein Vater war von 1855 bis 1875 Landrat des Kreises Halle, sein Onkel Maximilian Landrat des Kreises Lüdinghausen von 1840 bis 1856.
Klemens heiratete am 21. August 1860 Ferdinande Freiin von Fürstenberg (1840–1909). Aus der Ehe gingen folgende Kinder hervor:
- Mathilde (* 1861)
- Paula (* 1863)
- Levina (1867–1941). Sie war mit August von Galen (1866–1912) verheiratet. Deren Sohn Christoph war päpstlicher Geheimkämmerer.
- Maximilian (1870–1951)
- Joseph (1874–1925)
- Konrad (* 1875)
- Egon (* 1881)

## Leben
Nach dem Reifezeugnis im Jahre 1854 studierte er an den Universitäten Bonn und Göttingen Jura und Nationalökonomie. Vom 1. April 1856 bis Ende März 1857 leistete er als Einjährig-Freiwilliger seinen Militärdienst im Kürassier-Regiment „von Driesen“ (Westfälisches) Nr. 4 und war zuletzt Rittmeister bei der Landwehr-Kavallerie. Am 28. Oktober 1858 erhielt er die Erlaubnis, bei der Bezirksregierung Münster an einer 18-monatigen Ausbildung zum Landrat teilzunehmen. 1864 wurde er zum Kreisdeputierten und am 18. September 1896 vom Kreistag Halle einstimmig zum Landrat des Kreises Halle gewählt. Am 15. Juni 1911 wurde er auf eigenen Wunsch aus dem Staatsdienst entlassen.
Er war Mitglied des Provinziallandtages und des preußischen Herrenhauses auf Lebenszeit. 
Klemens von Korff war Rittergutsbesitzer auf Tatenhausen.

## Ehrungen
- Roter Adlerorden II. Klasse
- Kronenorden II. Klasse mit Eichenlaub und Stern
- Preußischer Kammerherr
- Malteser-Orden
- Schloßhauptmann von Münster, Prädikat Exzellenz